# Балковецька сільська рада
Балкове́цька сільська́ ра́да — адміністративно-територіальна одиниця та орган місцевого самоврядування в Новоселицькому районі Чернівецької області. Адміністративний центр — село Балківці.

## Загальні відомості
- Населення ради: 1 577 осіб (станом на 2001 рік)

## Населені пункти
Сільській раді були підпорядковані населені пункти:
- с. Балківці

## Склад ради
Рада складалася з 16 депутатів та голови.
- Голова ради: Урсакій Лідія Федорівна
- Секретар ради: Урсакій Марин Федорович

### Керівний склад попередніх скликань
| Прізвище, ім'я, по батькові | Основні відомості                                                                                     | Дата обрання | Дата звільнення |
| --------------------------- | --- | ------------ | --------------- |
| Урсакій Лідія Федорівна     | Сільський голова, 1959 року народження, освіта середня спеціальна, член Соціалістичної партії України | 26.03.2006   | 31.10.2010      |
| Урсакій Лідія Федорівна     | Сільський голова, 1959 року народження, освіта середня спеціальна, позапартійна                       | 31.10.2010   |                 |

Примітка: таблиця складена за даними сайту Верховної Ради України

### Депутати
За результатами місцевих виборів 2010 року депутатами ради стали:

#### За суб'єктами висування
| Суб'єкт висування | Кількість обраних депутатів | %   |
| ----------------- | --------------------------- | --- |
| Самовисування     | 16                          | 100 |

#### За округами
| № округу | Прізвище, ім'я, по батькові     | Дата визнання обраним | Освіта             | Партійна приналежність                  | Відомості про обраного депутата                           |
| -------- | ------------------------------- | --------------------- | ------------------ | --------------------------------------- | --------------------------------------------------------- |
| 1        | Андріцький Валерій Михайлович   | 04.11.2010            | середня спеціальна | позапартійний                           | Новоселицький РВ УМВС, працівник ДАІ                      |
| 2        | Жалоба Раїса Павлівна           | 04.11.2010            | середня спеціальна | позапартійна                            | пенсіонер                                                 |
| 3        | Бернік Інна Іванівна            | 04.11.2010            | вища               | позапартійна                            | студентка                                                 |
| 4        | Саїнчук Серафима Тимофіївна     | 04.11.2010            | вища               | позапартійна                            | пенсіонер                                                 |
| 5        | Стаднічук Віоріка Михайлівна    | 04.11.2010            | середня спеціальна | позапартійна                            | Балковецька сільська рада, працівник                      |
| 6        | Флуєраш Ніна Олександрівна      | 04.11.2010            | вища               | позапартійна                            | Балковецька сільська рада, бухгалтер                      |
| 7        | Євтухович Володимир Євгенович   | 04.11.2010            | вища               | позапартійний                           | тимчасово не працює                                       |
| 8        | Курус Валентина Василівна       | 04.11.2010            | середня спеціальна | позапартійна                            | Балковецька сільська рада, землевпорядник                 |
| 9        | Балахтар Світлана Олександрівна | 04.11.2010            | вища               | член Народної партії                    | Балковецька загальноосвітня школа, вчитель                |
| 10       | Урсакій Траян Васильович        | 04.11.2010            | вища               | член Партії регіонів                    | Новоселицька ветеринарна лікарня, ветлікар                |
| 11       | Бернік Лілія Іванівна           | 04.11.2010            | середня спеціальна | позапартійна                            | фельдшерсько-акушерський пункт с. Балківці, працівник ФАП |
| 12       | Урсакій Марин Федорович         | 04.11.2010            | вища               | позапартійний                           | Балковецька сільська рада, секретар                       |
| 13       | Болокан Олег Олексійович        | 04.11.2010            | вища               | позапартійний                           | Балковецька загальноосвітня школа, директор               |
| 14       | Бодян Георгій Сергійович        | 04.11.2010            | середня спеціальна | член Політичної партії «Сильна Україна» | тимчасово не працює                                       |
| 15       | Стаднічук Василь Михайлович     | 04.11.2010            | вища               | позапартійний                           | ПП СФГ «Господар», директор                               |
| 16       | Бодян Олег Георгійович          | 04.11.2010            | вища               | позапартійний                           | тимчасово не працює                                       |